# Call of Cthulhu: Dark Corners of the Earth
Call of Cthulhu: Dark Corners of the Earth ist ein Computerspiel des Entwicklerstudios Headfirst Productions aus dem Jahre 2005, basierend auf den Inhalten verschiedener Kurzgeschichten (insbesondere Call of Cthulhu und Schatten über Innsmouth) von H. P. Lovecraft, das in Zusammenarbeit mit Bethesda Softworks entstand und für Windows und Xbox veröffentlicht wurde.

## Hintergrundgeschichte
Der Spieler schlüpft in die Rolle von Jack Walters, eines Privatdetektivs, der in den 20er Jahren damit beauftragt wird, eine verschwundene Person zu finden. Der letzte bekannte Aufenthaltsort dieser Person ist ein abgelegenes Fischerdorf namens Innsmouth. Nach seiner Ankunft dort merkt er schnell, dass die Bewohner des Dorfes Fremden gegenüber sehr verschlossen sind. So bleibt ihm nicht viel mehr übrig, als auf eigene Faust zu ermitteln. Mit der Zeit kommt er dabei einem Geheimnis auf die Spur, das die Einwohner von Innsmouth unter allen Umständen verbergen wollen. Walters gerät in Lebensgefahr. Die Bewohner zeigen plötzlich ihr wahres Gesicht und veranstalten eine Hetzjagd auf ihn. Es geht nun um sein nacktes Überleben.

## Spielmechanik
Es handelt sich um ein 3D-Action-Adventure mit Horror-Elementen. Das erste Drittel des Spieles verbringt der Spieler damit, Leute zu befragen, Räume zu durchsuchen und Nachforschungen anzustellen. Es stehen ihm hier noch keinerlei Waffen zur Verfügung. Später, wenn die Situation für den Spieler gefährlicher wird, findet dieser nach und nach diverse Handfeuerwaffen, die er zu seiner Verteidigung einsetzen muss. Das Spiel spielt sich dann wie ein Ego-Shooter, wobei die Abenteuer-Elemente trotzdem erhalten bleiben. Man spielt das Spiel in der First-Person-Perspektive.
Das Spiel hat eine düstere Grundstimmung. Es scheint immer Nacht zu sein, oder zumindest stark bewölkt. Man schleicht durch heruntergekommene Gassen und Hinterhöfe und durchsucht staubige Zimmer. Später im Spiel gibt es noch Abschnitte auf einem Schiff und auf einem Riff im Zentrum eines Sturmes.
Call of Cthulhu hat einige Dinge im Gameplay integriert, die andere Spiele bis dato auf diese Art noch nicht oder nur selten geboten hatten. Eine große Rolle spielen beispielsweise die menschlichen Ängste. Der Protagonist „empfindet“ Angst. Steht er unter Stress, fängt sein Herz an zu klopfen. Wenn er in Lebensgefahr schwebt oder schlimme Dinge sieht, fängt er nach einiger Zeit zusätzlich an, wirr zu reden. Die Sicht verschwimmt und findet der Spieler in solch extremen Situationen nicht schnell einen Ausweg, kann es passieren, dass man die Kontrolle über die Spielfigur verliert, und man mit ansehen muss, wie sie sich selbst hinrichtet.

## Entwicklung
Ursprünglich ging Entwickler Headfirst Productions für die Entwicklung von Call of Cthulhu: Dark Corners of the Earth einen Vertrag mit Ravensburger Interactive Media GmbH ein. Im Gegenzug für die exklusive Vermarktung des Spiels durch Ravensburger Interactive wurden bereits Zahlungen an Headfirst geleistet. Nachdem Ravensburger 2002 allerdings seine Geschäftsaktivitäten im Bereich der Computerspiele einstellte, wurde die Fertigstellung des Spiels von Bethesda Softworks finanziert. Ravensburger einigte sich in einem settlement agreement mit Headfirst, die Rechte am Spiel für zukünftige Zahlungen von 800.000 Euro aufzugeben. Da diese Zahlungen an Ravensburger allerdings trotz Finanzierung von Bethesda nicht erfolgten, versuchte Ravensburger während des Insolvenz-Verfahrens von Headfirst Productions eine gerichtliche Einigung mit Bethesda zu erzielen.
Call of Cthulhu: Dark Corners of the Earth wurde am 24. Oktober 2005 für die Xbox und am 27. März 2006 für den PC veröffentlicht.
Da das Spiel mit Programmfehlern behaftet ist, welche nie offiziell bereinigt wurden, entwickelte die Spielgemeinde inoffizielle Patches, welche versuchen, diese zu beheben.
Das Spiel ist für Windows und Xbox erschienen. Dabei ist zu erwähnen, dass die Xbox-Fassung bei deutscher Ländereinstellung zensiert ist. Stellt man diese auf Englisch um, so läuft das Spiel unzensiert. Die PC-Fassung ist von dieser Zensurmaßnahme nicht betroffen.
Das Spiel sollte auch für die PlayStation 2 erscheinen, die Portierung wurde jedoch nie veröffentlicht. Entwickler Headfirst Productions musste im Frühjahr 2006 schließen.
Die Xbox-Version ist kompatibel mit der Xbox 360 für spezifische Regionen.
Am 16. Juni 2009 veröffentlichte Bethesda Softworks Call of Cthulhu: Dark Corners of the Earth auf Steam.

## Rezeption
Call of Cthulhu: Dark Corners of the Earth wurde von der Fachpresse überwiegend wohlwollend aufgenommen, erhielt aber auch mäßige Wertungen. Die GameStar vergab für die PC-Version eine Wertung von 69, die PC Games 73 %. Die Computer Bild Spiele bewertete die Xbox-Version mit der Endnote gut (2,13). Das Videospiel-Portal 4Players vergab für die Konsolenversion 64 %. Basierend auf 17 Reviews ergibt sich für Dark Corners of the Earth ein Metascore von 76.